# The Music Factory

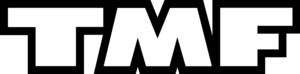
Beeldmerk

The Music Factory, vaak afgekort als TMF, was een merk waaronder televisie- en radiokanalen worden geëxploiteerd die gericht zijn op popmuziek. Het platform was te vergelijken met het Amerikaanse MTV dat The Music Factory in 2001 overgenomen had.

## Geschiedenis
In 1995 kregen multimediabedrijf Arcade en voormalig dj Lex Harding het idee om een Nederlandse muziekzender op te richten. In tegenstelling tot landen als Duitsland (VIVA) en Frankrijk (MCM), had Nederland nog geen nationale muziekzender. Harding, in die tijd nog directeur van Radio 538, had het idee dat de tijd er rijp voor was. En zo werd binnen twee maanden door een aantal mensen onder leiding van Harding gewerkt aan de lancering van 'The Music Factory'. Op 1 mei 1995 om 16:00 uur ging TMF van start met een live-programma waarin onder andere de vj's (videojockeys) werden voorgesteld en de programmering bekend werd gemaakt. In het begin werd het beeldmerk TMF6 gebruikt. Omdat rond hetzelfde moment ook Veronica en SBS6 de zesde plek op de afstandsbediening probeerde te claimen, is de driehoek met de 6 erin omgedraaid. Sindsdien presenteerden ze zich met het beeldmerk TMF9.
In 2025 verscheen een documentaireserie over TMF op Videoland genaamd The TMF Story.

## Voormalige landen en zenders
De zender opereerde van 1995 tot 2015 in diverse landen:
- Nederland
  - TMF Nederland (van 1995 tot 2011)
  - TMF Dance, voorheen TMF Party (van 2005 tot 2011)
  - TMF NL (van 2005 tot 2011)
  - TMF Pure (van 2005 tot 2011)
- België (alleen Vlaanderen)
  - TMF Vlaanderen (van 1998 tot 2015)
  - TMF Live HD (High Definition) (van 2007 tot 2010)
  - TMF Dance, voorheen TMF Party (van 2005 tot 2011)
- Overige landen
  - Verenigd Koninkrijk: TMF Verenigd Koninkrijk (van 2002 tot 2009)
  - Australië: TMF Australia (van 2007 tot 2010)

## Varia
- Het merk is eigendom van Paramount International Networks, de internationale tak van Viacom.
- De zender zond een jaarlijkse muziekprijsshow uit, de TMF Awards, in de volgende landen:
  - België
  - Nederland
- Daarnaast bestond de TMF Game Awards, een jaarlijkse prijzenshow voor games.
- Vanaf december 1995 tot 2010 werd de TMF Yearmix jaarlijks uitgezonden, een (meestal) 60 minuten durende mix van muziekvideo's en muziekhits van het afgelopen jaar.